# Густав Вагнер
Густав Франц Вагнер (18. јул 1911, Беч — 3. октобар 1980, Сао Пауло) је био члан СС снага, рођен у Бечу, Аустрија. Он је био заменик командира концентрационог логора Собибор у коме је за време операције Рајнхард у гасним коморама убијено преко 200.000 Јевреја. Због своје бруталности, имао је надимке Звер и Вук.

## Биографија
Док је живео у Аустрији придружио се Нацистичкој партији 1931. године. Пошто је био ухапшен због агитације странке, побегао је у Немачку где се придружио СА снагама (јуришни одред), а након тога СС снагама током касних тридесетих.
У мају 1940. године Вагнер је први учествовао у програму еутаназије Акције Т4 у Хадамар и Хартхајм центрима за еутаназију. То искуство убијања га је прогурало да помогне оснивање концентрационог логора Собибор током марта 1942. године. Након што су инсталиране гасне коморе, постао је заменик командира логора, под командиром Францом Штанглом.
Вагнерова надлежност је била да, како стигне воз са логорашима, усмерава ко ће ићи на принудни рад у и око логора, а ко ће ићи у гасну комору. Кад је он бивао на одмору, његов заменик га је смењивао.
Више него било који други официр, Вагнер је био у директном контакту са логорашима. Био је супервизор свакодневног живота у Собибору, један од најокрутнијих СС официра. Преживели логораши су га касније називали "хладнокрвним садистом", говорећи да је тукао људе и убијао их свакодневно без икаквог разлога. Затвореник Мохе Бахир га је описивао:
Био је крупан човек, згодан и плавокос, чист Аријевац. У цивилном животу био је, несумњиво човек лепих манира, у Собибору је био дивља звер. Његова похота за убијањем није имала краја... Умео је да отме бебу из руке мајке и раскомада је на комаде голим рукама пред мајком. Видео сам како је на смрт пребио два Јевреја кундаком јер нису обавили задужење како им је рекао, јер нису разумели немачки језик. Сећам се, једно вече је стигла група младих, узраста око 15-16 година. Водећи те групе је био неки момак Абрахам. После дугог и тешког радног дана, овај момак је отишао у бараку и заспао на свом лежају. Касније је Вагнер ушао ненајављен у бараку али га Абрахам није чуо и није устао да салутира што је била обавеза. Вагнер га је у сну извукао голог из кревета, почео насилнички да га бије да би на крају извукао револвер и убио га за пример нама осталима, а пред млађим братом.
Након што су два затвореника побегла на пролеће 1943. године, Вагнер је добио наређење да око логора са четом војника постави нагазне мине како се то не би опет десило. Супротно том труду, десио се бег поново. Вагнер није био у логору за време тог великог револта који се десио 14. октобра 1943. године. Затвореници су знали да је одсутан па су мислили да ће им то повећати шансе за бег. Вагнер је био најстрожији по питању надгледања затвореника. Од 600 људи који су кренули у бег, 300 је успело да побегне. Након тога је стигло наређење од Хајнриха Химлера, главног човека СС-а да се логор затвори и уклоне сви докази. Вагнер је окрутно обавио тај задатак. Наиме, пошто су из логора Треблинка послати Јевреји да раде на рушењу логора и његовом спаљивању, Вагнер их по обављеном послу све стрељао.
Хајнрих Химлер је Вагнера изузетно ценио говорећи да је највише заслужан за успех операције Рајнхард..
После Собибора, Вагнер је у Италији учествовао у депортацији Јевреја.
После Другог светског рата, Вагнер је у одсуству осуђен на смрт, али је он већ тада био пребегао у Бразил. Било је спекулација да му је Ватикан помогао да побегне прво у Сирију а одатле у Бразил преко познатих Пацовских канала. 1950. године је добио држављанство и пасош државе Бразил. Тамо је живео под псеудонимом Гинтер Мандел, где га је открио и раскринкао чувени ловац на нацисте Симон Визентал и ухапсио 30. маја 1978. године. Захтеви за екстрадицију од стране Аустрије, западне Немачке, Израела и Пољске су одбијени па му је суђено у Бразилу. Вагнер је касније у интервјуу телевизији BBC изјавио да се није кајао, није имао никаква осећања јер је то био само посао и да нико после посла није причао о убијањима већ су играли карте и опијали се.
Октобра 1980. године, пронађен је са ножем забоденим у груди. Утврђено је да је то било самоубиство. Као дан смрти проглашен је 3. октобар 1980. године.